# Клеванська селищна рада
Кле́ванська се́лищна ра́да — орган місцевого самоврядування в Рівненському районі Рівненської області. Адміністративний центр — селище міського типу Клевань.

## Загальні відомості
- Клеванська селищна рада утворена в 1940 році.
- Територія ради: 54,603 км²
- Населення ради: 7 708 осіб (станом на 1 січня 2011 року)
- Територією ради протікає річка Стубла.

## Населені пункти
Селищній раді підпорядковані населені пункти:
- смт Клевань

## Склад ради
Рада складається з 30 депутатів та голови.
- Голова ради: Жовтянський Дмитро Миколайович

### Керівний склад попередніх скликань
| Прізвище, ім'я, по батькові    | Основні відомості                                                 | Дата обрання | Дата звільнення |
| ------------------------------ | ----------------------------------------------------------------- | ------------ | --------------- |
| Жовтянський Дмитро Миколайович | Сільський голова, 1986 року народження, освіта вища, безпартійний | 15.12.2013   |                 |

Примітка: таблиця складена за даними сайту Верховної Ради України

### Депутати
За результатами місцевих виборів 2010 року депутатами ради стали:

#### За суб'єктами висування
| Суб'єкт висування | Кількість обраних депутатів | %   |
| ----------------- | --------------------------- | --- |
| Самовисування     | 30                          | 100 |

#### За округами
| № округу | Прізвище, ім'я, по батькові       | Дата визнання обраним | Освіта             | Партійна приналежність | Відомості про обраного депутата                                                           |
| -------- | --------------------------------- | --------------------- | ------------------ | ---------------------- | ----------------------------------------------------------------------------------------- |
| 1        | Коцюбайло Роман Миколайович       | 04.11.2010            | середня спеціальна | позапартійний          | приватний підприємець                                                                     |
| 2        | Пінчук Вадим Миколайович          | 04.11.2010            | вища               | позапартійний          | Рівненська ЦРЛ, лікар                                                                     |
| 3        | Лекай Галина Степанівна           | 04.11.2010            | вища               | позапартійна           | тимчасово не працює                                                                       |
| 4        | Хомік Лідія Петрівна              | 04.11.2010            | середня спеціальна | позапартійна           | приватний підприємець                                                                     |
| 5        | Бесараба Олександр Миколайович    | 04.11.2010            | незакінчена вища   | позапартійний          | Рівненський національний університет водного господарства та природокористування, студент |
| 6        | Чорна Валентина Євгеніївна        | 04.11.2010            | вища               | позапартійна           | приватний підприємець                                                                     |
| 7        | Дяков Володимир Якович            | 04.11.2010            | середня спеціальна | позапартійний          | приватний підприємець                                                                     |
| 8        | Поплавська Таміла Всеволодівна    | 04.11.2010            | вища               | позапартійна           | приватний підприємець                                                                     |
| 9        | Юрчук Олександр Миколайович       | 04.11.2010            | вища               | позапартійний          | Служба в органах держбезпеки                                                              |
| 10       | Фролов Віктор Михайлович          | 04.11.2010            | вища               | позапартійний          | ВАТ Клеванський Лісзавод «Промінь», начальник цеху стандарту меблів                       |
| 11       | Заєць Віктор Миколайович          | 04.11.2010            | вища               | позапартійний          | приватний підприємець                                                                     |
| 12       | Гомоль Василь Миколайович         | 04.11.2010            | вища               | позапартійний          | приватний підприємець                                                                     |
| 13       | Шкодич Петро Іванович             | 04.11.2010            | вища               | позапартійний          | приватний підприємець                                                                     |
| 14       | Прокопчук Андрій Іванович         | 04.11.2010            | вища               | позапартійний          | Клеванська загальноосвітня школа-інтернат І-ІІІ ст., вихователь                           |
| 15       | Мельник Володимир Володимирович   | 04.11.2010            | вища               | позапартійний          | ВАТ «Укразалізниця» ВП Рівненська дистанція колії, заступник начальника                   |
| 16       | Козакова Тетяна Йосипівна         | 04.11.2010            | середня спеціальна | позапартійна           | Обласний госпіталь Інвалідів війни, старша медична сестра                                 |
| 17       | Громов Володимир Миколайович      | 04.11.2010            | вища               | позапартійний          | ДП Клеванське лісове господарство, інженер                                                |
| 18       | Терновець Володимир Юрійович      | 04.11.2010            | вища               | член Народної партії   | ДП Клеванське лісове господарство, старший майстер лісу                                   |
| 19       | Стебельський Сергій Степанович    | 04.11.2010            | середня спеціальна | позапартійний          | тимчасово не працює                                                                       |
| 20       | Ціпак Микола Антонович            | 04.11.2010            | вища               | позапартійний          | пенсіонер                                                                                 |
| 21       | Фінчук Світлана Михайлівна        | 04.11.2010            | вища               | позапартійна           | Клеванська загальноосвітня школа І-ІІІ ст., вчитель                                       |
| 22       | Сидорчук Олександр Богданович     | 04.11.2010            | вища               | позапартійний          | приватний підприємець                                                                     |
| 23       | Ваколюк Сергій Вікторович         | 04.11.2010            | вища               | позапартійний          | Клеванська загальноосвітня школа-інтернат І-ІІІ ст., вчитель                              |
| 24       | Драна Євгенія Йосипівна           | 04.11.2010            | середня спеціальна | позапартійна           | КЗ «Рівненський обласний госпіталь інвалідів війни», інспектор з кадрів                   |
| 25       | Лайтар Олександр Павлович         | 04.11.2010            | вища               | позапартійний          | КЗ «Рівненський обласний госпіталь інвалідів війни», лікар отоларинолог                   |
| 26       | Гаврильчук Анатолій Олександрович | 04.11.2010            | середня спеціальна | позапартійний          | приватний підприємець                                                                     |
| 27       | Охрімчук Олександра Романівна     | 04.11.2010            | середня спеціальна | позапартійна           | Клеванська сільська рада, діловод                                                         |
| 28       | Киричук Микола Олексійович        | 04.11.2010            | вища               | позапартійний          | Рівненська ЦРЛ, лікар хірург                                                              |
| 29       | Єсипчук Ольга Миколаївна          | 04.11.2010            | вища               | член Єдиного Центру    | Клеванський дошкільний навчальний заклад № 2, завідувач                                   |
| 30       | Гуфф Олег Євгенійович             | 04.11.2010            | вища               | позапартійний          | тимчасово не працює                                                                       |